# Міхаела Петріла
Міхаела Петріла (рум. Mihaela Petrilă, нар. 7 травня 1991, Пашкань, Румунія) — румунська веслувальниця, бронзова призерка Олімпійських ігор 2016 року, чемпіонка Європи.

## Виступи на Олімпіадах
| Олімпіада | Дисципліна                     | Місце |
| --------- | ------------------------------ | ----- |
| Ріо 2016  | вісімка розстібна зі стерновим | 3     |

## Зовнішні посилання
- Профіль [Архівовано 8 січня 2021 у Wayback Machine.] на сайті FISA.

1. ↑  Mihaela Petrila